# Владимиров, Михаил Иванович
Михаил Иванович Владимиров (26 января 1967, Ленинград — 6 июня 2022, Цвелодубово, Ленинградская область) — советский и российский гитарист, автор песен. Участник групп «Азарт» (1979—1989), «Мифы» (1989—1994), «Чиж & Co» (1994—2017). Помимо этого сотрудничал с другими исполнителями, выпустил несколько сольных альбомов.

## Биография
Родился 26 января 1967 года в Ленинграде. Осенью 1979 года, ещё учась средней школе, организовал вместе с бас-гитаристом Андреем Липейко и барабанщиком Юрием Руденко группу «Зеркала». Первоначально группа исполняла кавер-версии, но спустя два года сменила название на «Азарт» и стала исполнять собственные песни, написанные в основном Владимировым. Группа играла в основном в стилях рок-н-ролл и блюз-рок.
После школы работал на Кировском заводе в цехе № 700. После чего ходил по реке Свирь судовым мотористом. Рабочую карьеру закончил на НПО «Ленинец» радиомонтажником 3-го разряда.
В 1986 году деятельность группы была прервана, так как всех троих её участников призвали в армию. Службу в Советской армии проходил в Свердловске. Деятельность группы возобновилась в 1988 году, но уже с новым барабанщиком. Кроме того, в 1988—1989 годы Владимиров, не распуская «Азарт», параллельно играл арт-рок в новой группе «Версия N», с которой ездил на гастроли по Украине, и новую волну в группе «Антарес». В 1988 году Владимиров пробовался на место гитариста в группе МАТ, но не подошёл.
В июле 1989 года группа «Азарт» прекращает существование, а в августе того же года августе Геннадий Барихновский принял Михаила Владимирова и Андрея Липейко в «Мифы». Выступая «Мифах», продолжал писать песни и исполнял бэк-вокальные партии. В 1992 году записал первый сольный альбом «Малиновые берега», изданный в 1994 году
В феврале 1994 года «Мифы» прекратили существование. Владимиров стал играть в группе Владимира Козлова «Down Town Wild», исполняя кавер-версии западных рок-стандартов в ресторане «Садко», в июле того же года он присоединяется к новой группе Чиж & Co, организованной месяцем ранее Сергеем Чиграковым. В 2005 году газета «МК в Питере» так характеризовала Владимирова: «Гитарист обладает безудержной фантазией, и с его помощью звучание коллектива значительно обогатилось. Спокойный и неконфликтный, Владимиров может „тактично указать“ Чижу на огрехи, которых максималист Сергей порой не видит. В общем, парень если не серый кардинал, то точно совесть группы!».
Играя в группе, занимался и сольным творчеством, записав альбомы «Наяву и во сне» (1996), «Гуси-лебеди» (1997) и «Размах крыльев» (1999), «Перевёрнутое небо» (2003). Помимо собственного материала он записал альбом-кавер-версий «Дети красного зомби», вышедший в 2004 году. По словам Владимирова: «мне давно хотелось записать ряд песен, которые исполнялись хорошими, но не слишком известными или несправедливо забытыми питерскими музыкантами». Помимо этого, в 2000-е годы также выступал в группе «Опасные соседи».
В начале 2007 года выходит альбом Владимирова «На грани изумруда», записанный вместе с участниками группы «Чиж & Co». Весной 2007 года Владимиров вывел на сцену свою новую группу, с которой время от времени выступал в клубах. Осенью 2008 она получила имя «Хоба».
В сентябре 2017 года покинул Чиж & Co. По словам Сергея Чигракова: «В связи с состоянием здоровья наш друг и гитарист Михаил Владимиров отправлен на заслуженный отдых. Нам очень жаль».
Умер от инсульта 6 июня 2022 года. Музыкант жил в посёлке Цвелодубово; скорая помощь приехала через 25 минут, но довезти музыканта до больницы не успела.

## Дискография

### Сольные альбомы
- 1994 — «Малиновые берега»
- 1996 — «Наяву и во сне»
- 1997 — «Гуси-лебеди»
- 2000 — «Размах крыльев»
- 2003 — «Перевёрнутое небо»
- 2004 — «Дети красного зомби»
- 2007 — «На грани изумруда»
- 2008 — «Акустика… Новое время»
- 2008 — «Ночные пассажиры»
- 2009 — «Rock’n’Roll.ru»
- 2010 — «Воздушные трассы»
- 2012 — «Best 1989—2012»
- 2012 — «Ангелы Айгуль»
- 2013 — «Ни о чём»
- 2015 — Волшебник Еханабадена
- 2015 — Владимиров - Хоба - Live